# 레이티드 R.K.O.

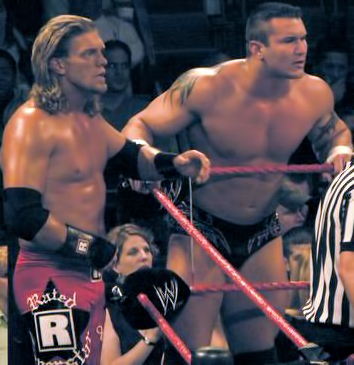
레이티드 R.K.O. (에지와 랜디 오튼)

레이티드 RKO (Rated RKO)는 WWE의 태그팀 이었으며 구성원은 에지와 랜디 오턴이었다.

## 활동
2006년 10월, 레이티드 R.K.O.는 맥맨 부자를 혼낸 D 제네레이션 X와 첫 대립이 있었는데 에릭 비숍과 동원해 사이버 선데이에서 D 제네레이션 X를 승리하였다. 며칠후 전설의 태그팀 릭 플레어, 로디 파이퍼와의 월드 태그팀 챔피언십 대결에서 승리해 태그팀 챔피언이 되었다. 이 태그팀 타이틀은 랜디 오턴이 2016년까지 처음이자 최근에 달성한 태그팀 타이틀이었으나 2016년에 브레이 와이엇과 함께 10년 만에 WWE 스맥다운 태그팀 챔피언십을 차지하였다. 리타의 은퇴경기에서 미키 제임스에게 챔피언십 도전에 실패하여 은퇴를 했는데 크라임 타임의 행동에 망신을 당했다. 서바이벌 시리즈에서 그레고리 헴즈, 자니 나이트로, 마이크 낙스와 동원하여 D 제네레이션 X 팀과 대결했지만 0-5로 완패당했다. 2007년 뉴 이어즈 레볼루션에서 D 제네레이션 X와의 월드 태그팀 챔피언십 대결에서 트리플H가 부상을 당해 중단이 되었고 서로 레슬매니아 23를 통한 대립을 하고 있었던 숀 마이클스와 존 시나에게 태그팀 타이틀을 내주었다. 레슬매니아 23 당시에 머니 인 더 뱅크매치에서 개별적으로 참전했지만 둘다 우승을 가지지는 못했다. 그 다음날 RAW 태그팀 배틀로얄 매치에서도 태그팀을 차지했는데 실패했다. 백 래쉬에서 페이털 포 웨어 형식의 WWE 챔피언십 매치에서 개별적으로 존 시나, 숀 마이클스와 대결했지만 둘다 패배하였다. 그 다음날 RAW에서는 둘 다 그레이트 칼리에게 공격 당했고 이후 랜디 오턴이 숀 마이클스부터 대립을 하고 에지가 미스터 케네디에게 머니 인 더 뱅크 가방을 빼앗고 언더테이커에게 승리를 챙기며 월드 헤비웨이트 챔피언이 되어 스맥다운으로 이적하면서 태그팀이 사실상 해체되었다.
2020년 로얄럼블에서 에지가 9년만에 깜짝 복귀 하면서 랜디 오턴과 재회하여 13년전 로얄럼블때처럼 둘 다 최후의 4인까지 살아남았다. 다음날 RAW에서는 레이티드 R.K.O.가 결성되었나 싶었으나 랜디 오턴이 에지를 갑자기 구타하였다. 결국 이 둘간의 대립으로 레슬매니아 36에서 라스트 맨 스탠딩 매치로 맞붙게 되었다. 에지는 최근 2021 로얄럼블에 1번으로 나와서 2번인 랜디 오턴을 떨어트리고 우승하기도 했다.

## 수상
- WWE 월드 태그팀 챔피언십 (구 버전) 1회 (에지 & 랜디 오튼)